# (16917) 1998 FB29
A (16917) 1998 FB29 a Naprendszer kisbolygóövében található aszteroida. A LINEAR projekt keretében fedezték fel 1998. március 20-án.